# Rio Open 2018 - Qualificazioni singolare
Le qualificazioni del singolare del Rio Open 2018 sono state un torneo di tennis preliminare per accedere alla fase finale della manifestazione. I vincitori dell'ultimo turno sono entrati di diritto nel tabellone principale. In caso di ritiro di uno o più giocatori aventi diritto a questi sono subentrati i lucky loser, ossia i giocatori che hanno perso nell'ultimo turno ma che avevano una classifica più alta rispetto agli altri partecipanti che avevano comunque perso nel turno finale.

## Teste di serie
1. Roberto Carballés Baena (qualificato)
2. Marco Cecchinato (qualificato)
3. Gastão Elias (ultimo turno, lucky loser)
4. Carlos Berlocq (qualificato)

1. Pedro Sousa (primo turno)
2. Corentin Moutet (qualificato)
3. Sebastian Ofner (primo turno)
4. Alessandro Giannessi (ultimo turno)

## Qualificati
1. Roberto Carballés Baena
2. Marco Cecchinato

1. Corentin Moutet
2. Carlos Berlocq

### Lucky loser
1. Gastão Elias

## Tabellone

### Legenda
| - Q = Qualificato - WC = Wild card - LL = Lucky loser | - ALT = Alternate - SE = Special Exempt - PR = Protected Ranking | - w/o = Walkover - r = Ritirato - d = Squalificato |

### Sezione 1
|  | Primo turno | Primo turno             | Primo turno | Primo turno | Primo turno |  |  | Ultimo turno | Ultimo turno            | Ultimo turno            | Ultimo turno | Ultimo turno |  |
|  |             |                         |             |             |             |  |  |              |                         |                         |              |              |  |
|  | 1           | Roberto Carballés Baena | 4           | 6           | 3           |  |  |              |                         |                         |              |              |  |
|  |             | Carlos Taberner         | 6           | 1           | 0r          |  |  | 1            | Roberto Carballés Baena | Roberto Carballés Baena | 6            | 6            |  |
|  |             | Guilherme Clezar        | 7           | 4           | 3           |  |  | 8            | Alessandro Giannessi    | Alessandro Giannessi    | 3            | 2            |  |
|  | 8           | Alessandro Giannessi    | 63          | 6           | 6           |  |  |              |                         |                         |              |              |  |

### Sezione 2
|  | Primo turno | Primo turno      | Primo turno      | Primo turno | Primo turno |  |  | Ultimo turno | Ultimo turno     | Ultimo turno     | Ultimo turno | Ultimo turno |  |
|  |             |                  |                  |             |             |  |  |              |                  |                  |              |              |  |
|  | 2           | Marco Cecchinato | Marco Cecchinato | 6           | 6           |  |  |              |                  |                  |              |              |  |
|  |             | João Domingues   | João Domingues   | 3           | 2           |  |  | 2            | Marco Cecchinato | Marco Cecchinato | 7            | 6            |  |
|  |             | Renzo Olivo      | Renzo Olivo      | 6           | 6           |  |  |              | Renzo Olivo      | Renzo Olivo      | 69           | 2            |  |
|  | 5           | Pedro Sousa      | Pedro Sousa      | 4           | 3           |  |  |              |                  |                  |              |              |  |

### Sezione 3
|  | Primo turno | Primo turno         | Primo turno         | Primo turno | Primo turno |  |  | Ultimo turno | Ultimo turno    | Ultimo turno | Ultimo turno | Ultimo turno |  |
|  |             |                     |                     |             |             |  |  |              |                 |              |              |              |  |
|  | 3           | Gastão Elias        | Gastão Elias        | 6           | 6           |  |  |              |                 |              |              |              |  |
|  | WC          | José Pereira        | José Pereira        | 4           | 2           |  |  | 3            | Gastão Elias    | 2            | 7            | 4            |  |
|  | WC          | Thiago Seyboth Wild | Thiago Seyboth Wild | 2           | 0           |  |  | 6            | Corentin Moutet | 6            | 6            | 6            |  |
|  | 6           | Corentin Moutet     | Corentin Moutet     | 6           | 6           |  |  |              |                 |              |              |              |  |

### Sezione 4
|  | Primo turno | Primo turno     | Primo turno    | Primo turno | Primo turno |  |  | Ultimo turno | Ultimo turno   | Ultimo turno   | Ultimo turno | Ultimo turno |  |
|  |             |                 |                |             |             |  |  |              |                |                |              |              |  |
|  | 4           | Carlos Berlocq  | Carlos Berlocq | 6           | 7           |  |  |              |                |                |              |              |  |
|  | WC          | João Souza      | João Souza     | 1           | 5           |  |  | 4            | Carlos Berlocq | Carlos Berlocq | 6            | 7            |  |
|  |             | Tommy Robredo   | 5              | 6           | 6           |  |  |              | Tommy Robredo  | Tommy Robredo  | 4            | 63           |  |
|  | 7           | Sebastian Ofner | 7              | 2           | 1           |  |  |              |                |                |              |              |  |